# Winckworth Allan Gay
Pour les articles homonymes, voir Gay.
Winckworth Allan Gay, né le 18 août 1821 à Hingham dans l'État du Massachusetts et mort le 23 février 1910 dans la même ville aux États-Unis, est un peintre américain. Peintre paysagiste tonaliste associé à l'American Barbizon School après sa formation parisienne, il est notamment connu pour ses peintures de paysages de la région de la Nouvelle-Angleterre et plus particulièrement pour ses vues des montagnes Blanches du New Hampshire réalisé dans le style de l'école de Barbizon, l'American Barbizon School, avant de voyager vers la fin de sa vie à travers le monde, séjournant notamment en Égypte, au Japon, en Chine, dans le Ceylan britannique et en Inde et signant des compositions orientalistes.

## Biographie
Winckworth Allan Gay naît à Hingham dans l'État du Massachusetts en 1821. Il étudie à l'Académie militaire de West Point où il reçoit une première formation artistique de la part du peintre Robert Walter Weir. En 1847, il part pour l'Europe et la France, séjournant notamment à Paris où il étudie auprès du peintre Constant Troyon et découvre le style des peintres de l'école de Barbizon. Il rentre dans sa région natale en 1851 et installe son studio à Boston. Il peint alors des paysages et apprécie particulièrement le décor que lui offre les plages de la ville de Cohasset dans le Massachusetts et les montagnes Blanches de la région du New Hampshire et du Maine. Il séjourne également au sein de la petite colonie d'artistes de West Campton.
En 1873, il entreprend un nouveau voyage en Europe. Il visite notamment l'Italie et les Pays-Bas, puis découvre l'Égypte l'année suivante, avant de retourner en Europe jusqu'en 1875. Après une halte aux États-Unis, il part pour le Japon en 1877 où il vit jusqu'en 1881, séjournant notamment à Tokyo, Yokohama, Kamakura et Kyoto et observant le mont Fuji et les paysages de la campagne japonaise, avec une escale d'un été en Chine. Il visite ensuite le Ceylan britannique et l'Inde et termine son long voyage à Paris, où il réside durant deux années. Il rentre à Boston en 1884. Durant cette période, ses œuvres sont dans le registre de la peinture orientaliste.
Au cours de sa carrière, il est membre de l'Académie américaine des beaux-arts et du Boston Art Club (en) et a notamment pour ami le poète Henry Longfellow, l'artiste et poète Thomas Gold Appleton et le peintre Benjamin Champney (en). Il meurt dans sa ville natale en 1910. Il a pour neveu le peintre Walter Gay.
Ses œuvres sont notamment visibles ou conservées au musée des Beaux-Arts de Boston, au Brooklyn Museum de New York, au Smithsonian American Art Museum et à la National Gallery of Art de Washington, au Peabody Essex Museum de Salem, au site historique de Longfellow de Cambridge, à la Pratt Historic Building (en) de Cohasset, à la Yale University Art Gallery de New Haven, à l'Herbert F. Johnson Museum of Art d'Ithaca et au Detroit Institute of Arts de Détroit.

## Œuvres

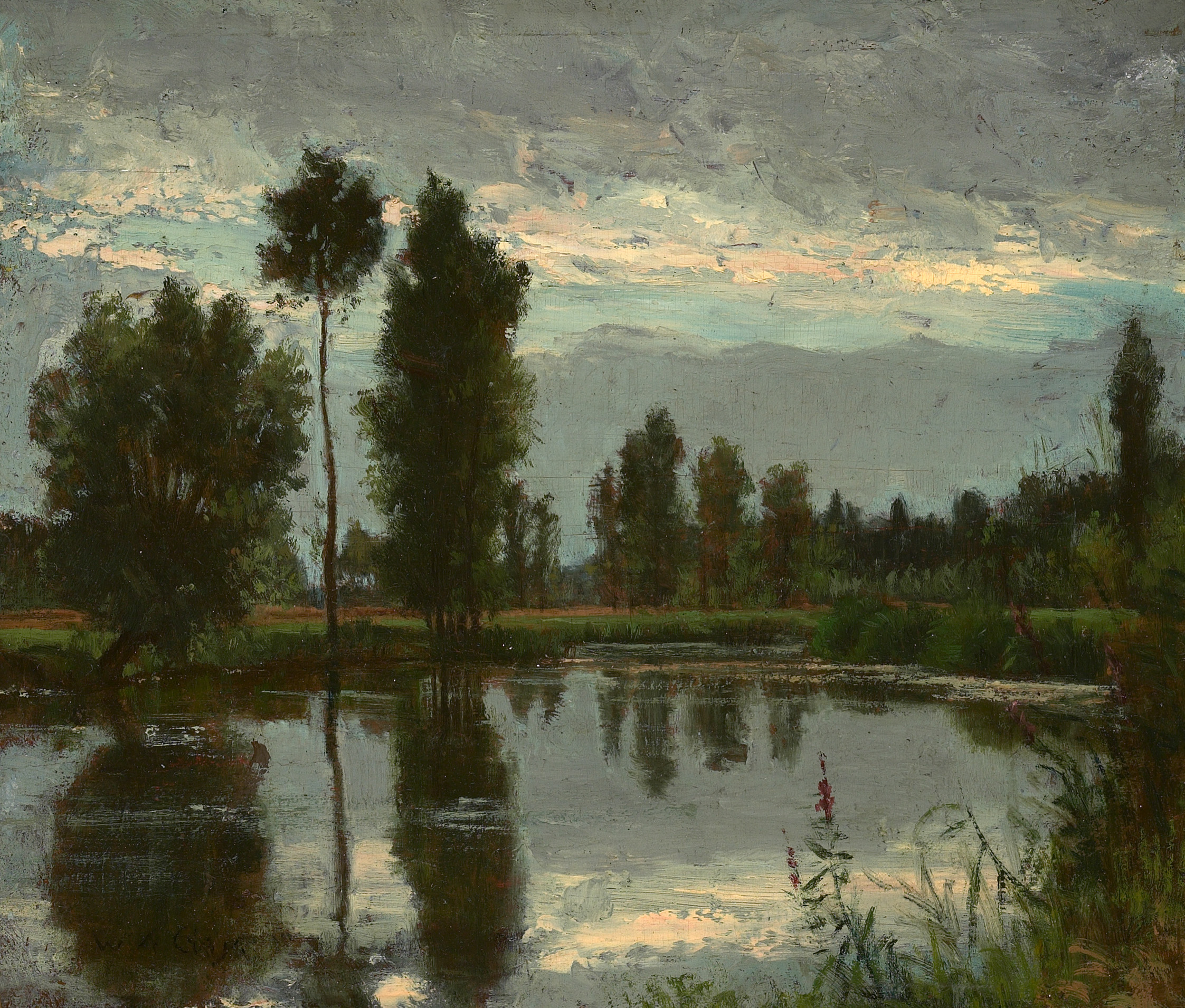
Grez-sur-Loing, sans date
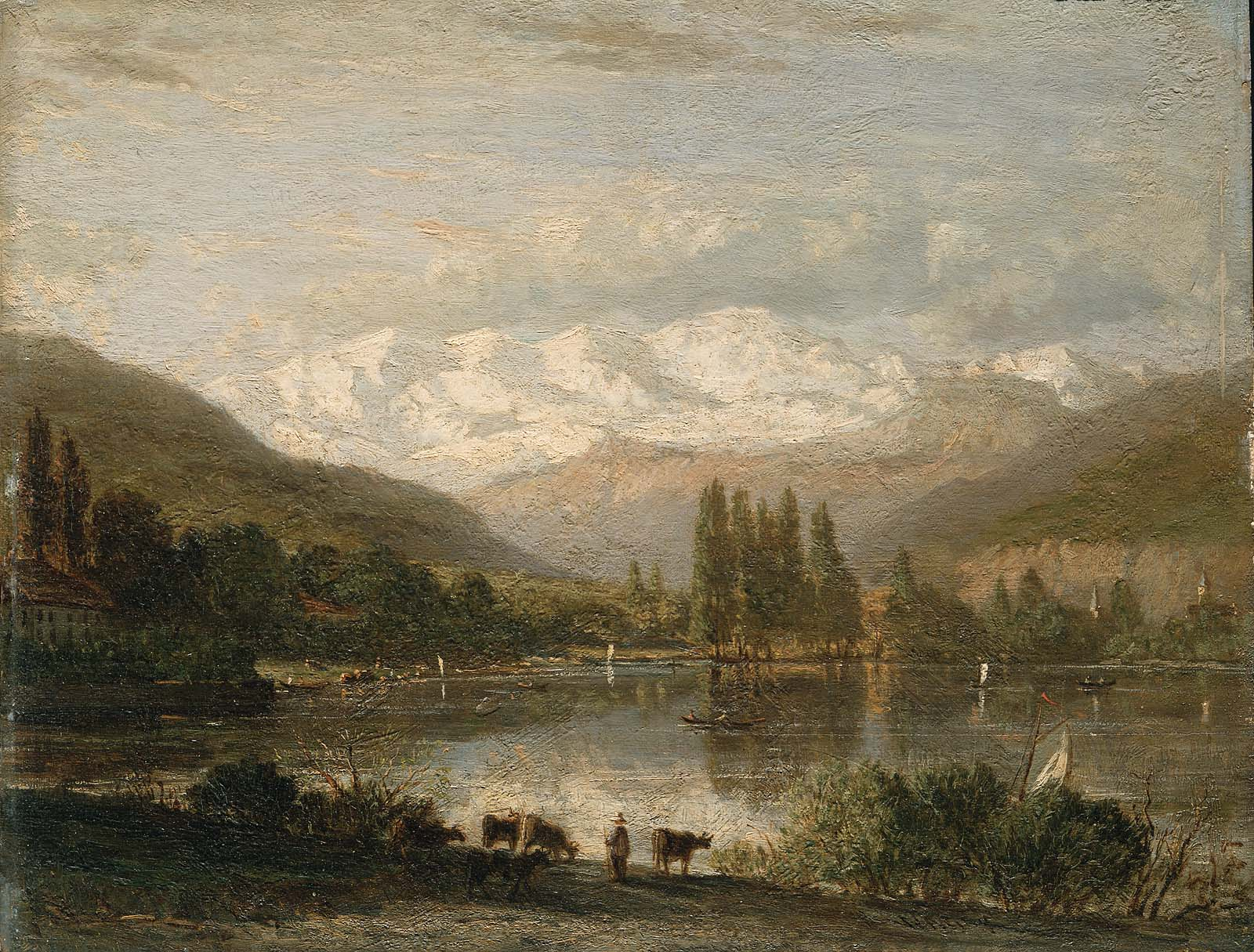
The Alps, vers 1847, Musée des Beaux-Arts de Boston
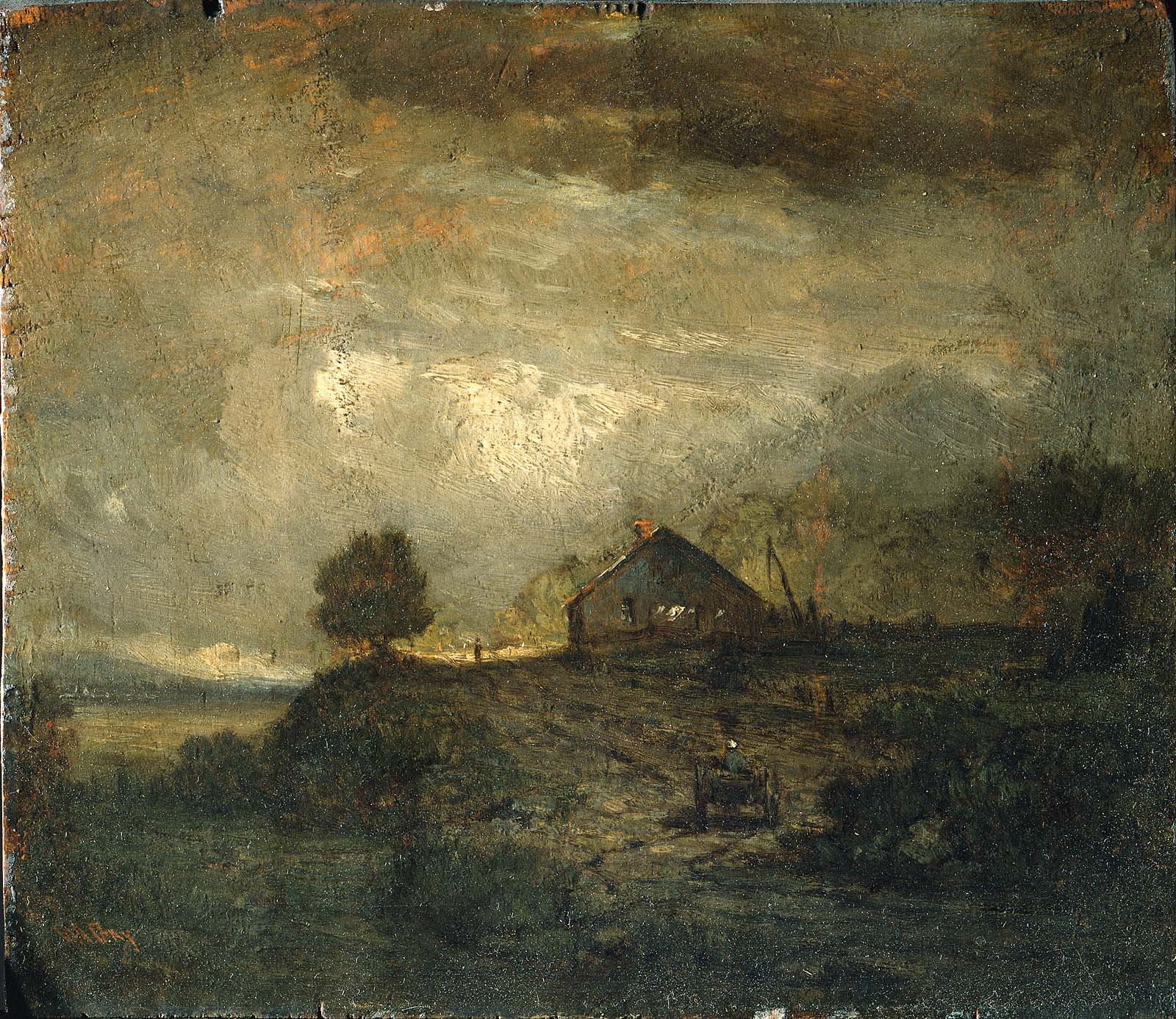
The Wagoner, 1850, Musée des Beaux-Arts de Boston
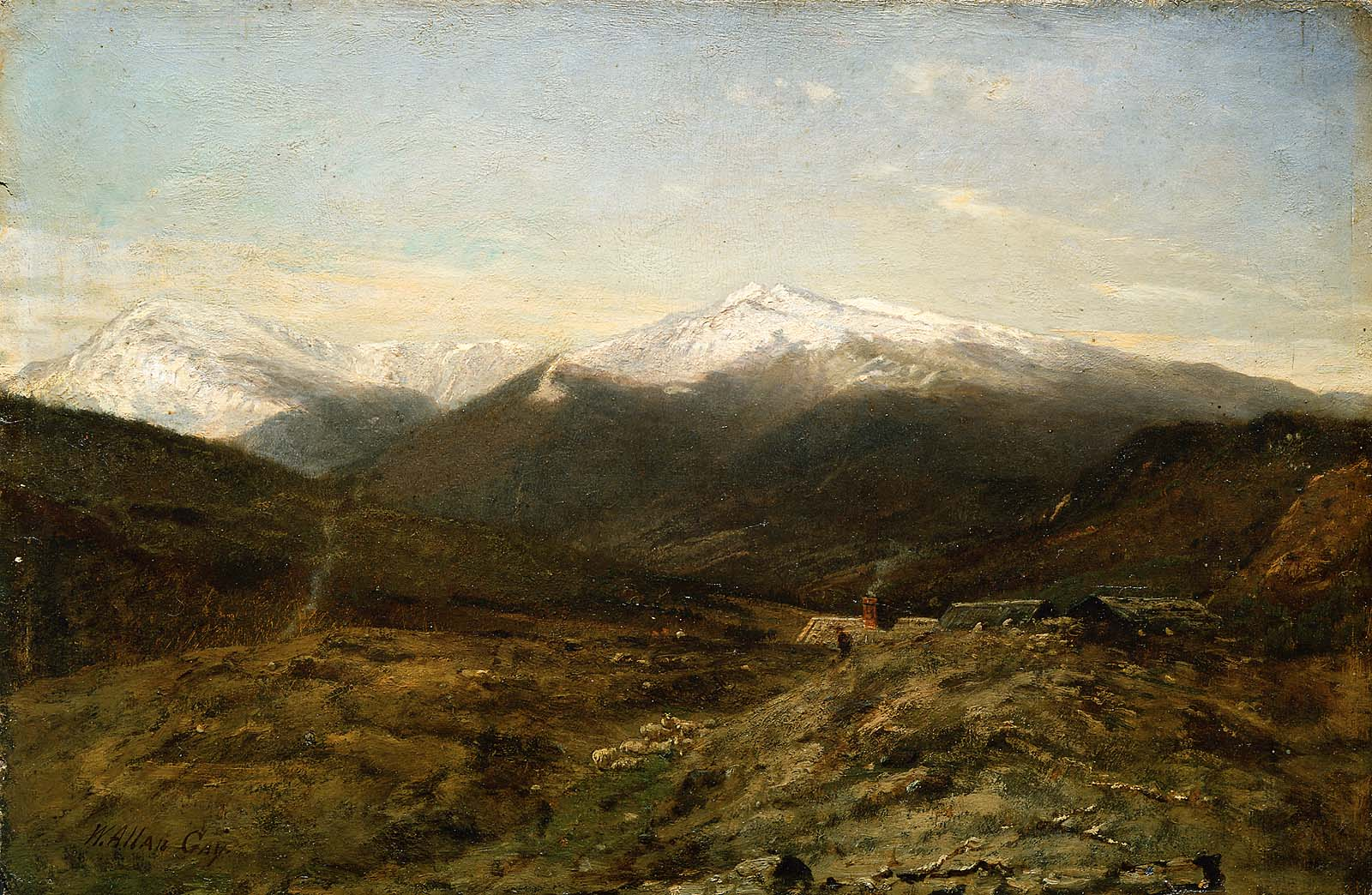
Presidential Range in Early Autumn, vers 1855
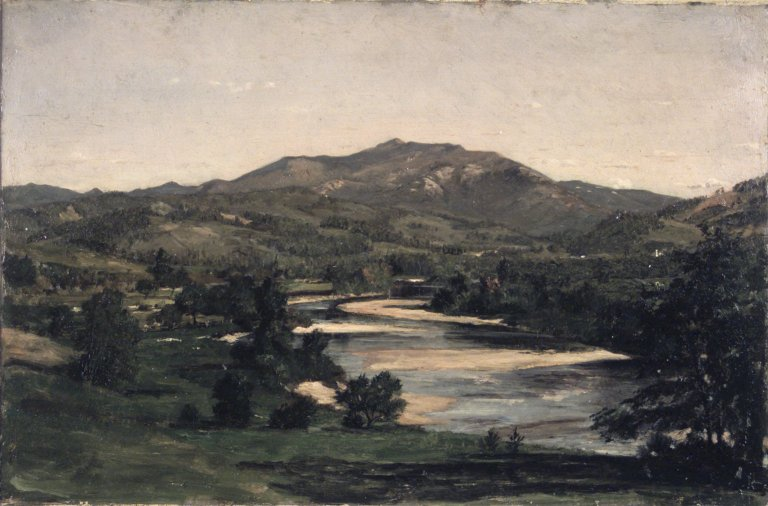
Study for Welch Mountain from West Compton, New Hampshire, vers 1856, Brooklyn Museum
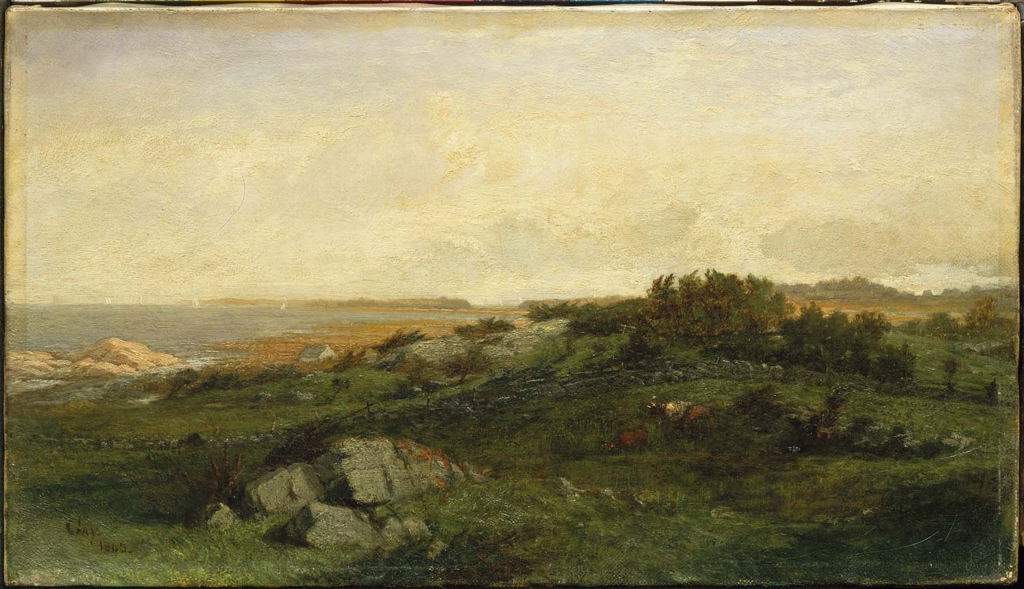
By the Sea, 1865, Musée des Beaux-Arts de Boston
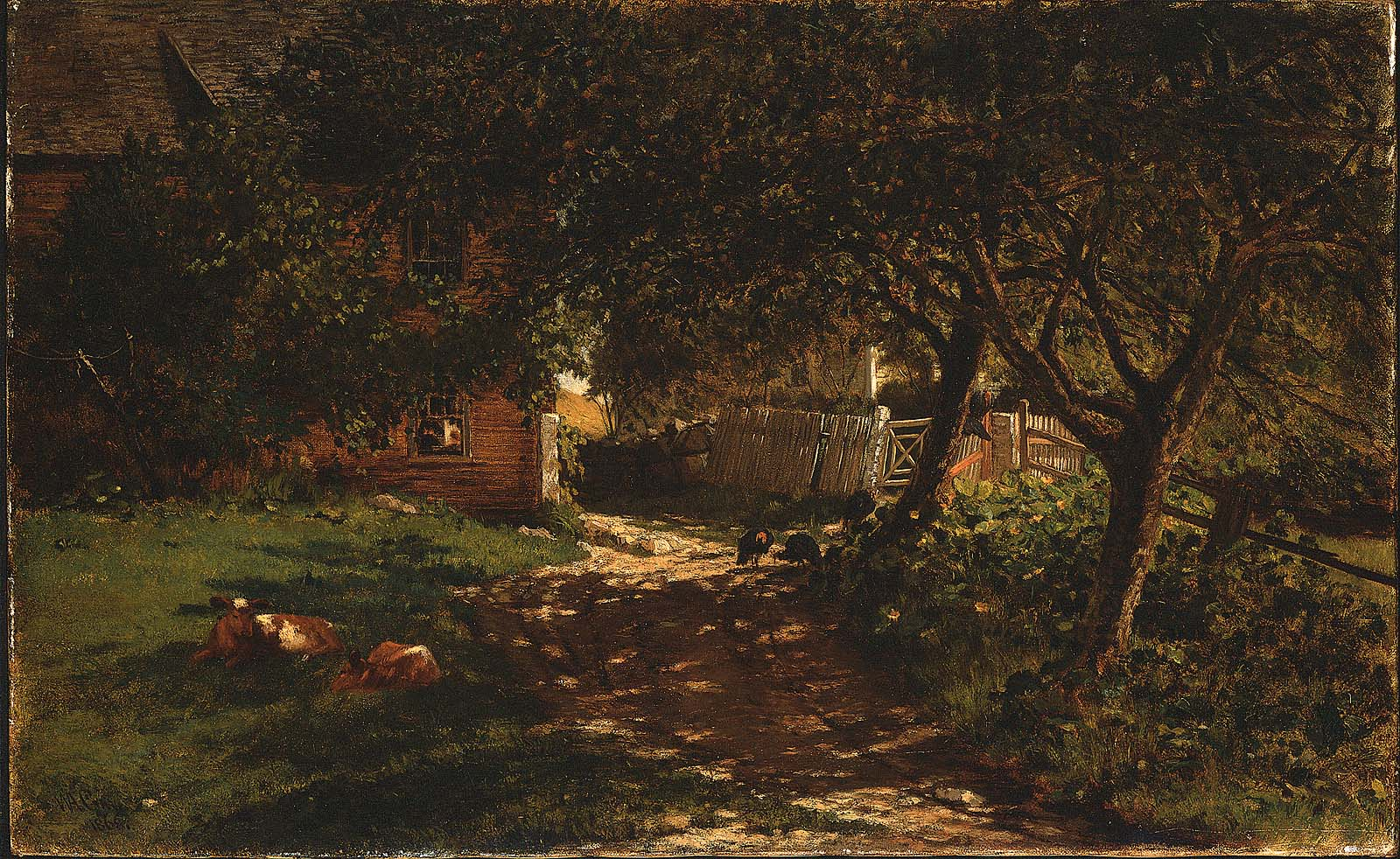
Farmhouse, 1868, Musée des Beaux-Arts de Boston
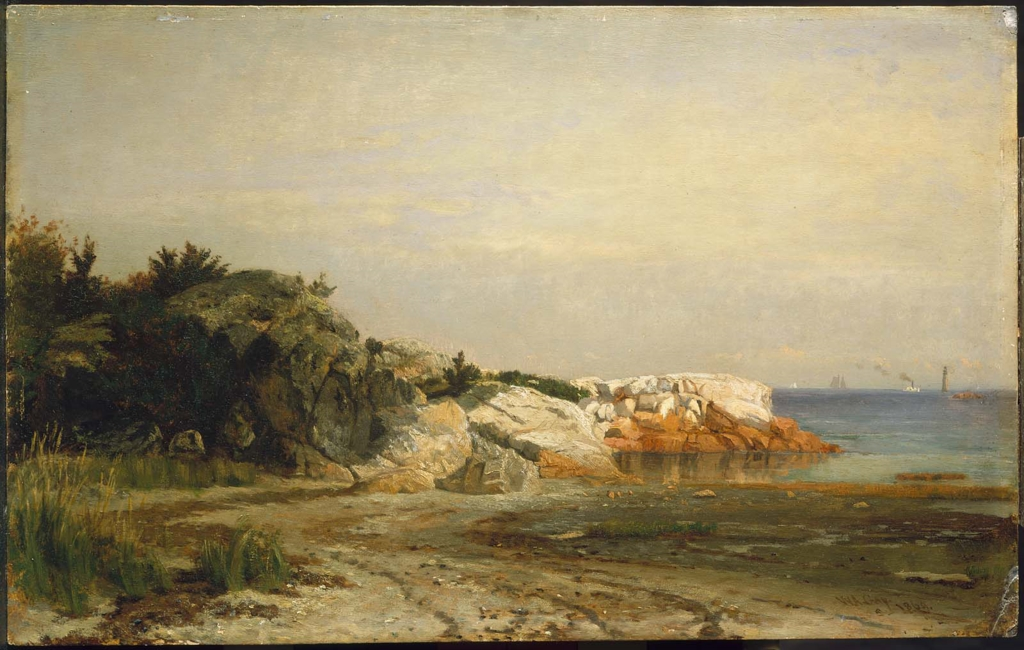
Rocks at Cohasset, 1869, Musée des Beaux-Arts de Boston
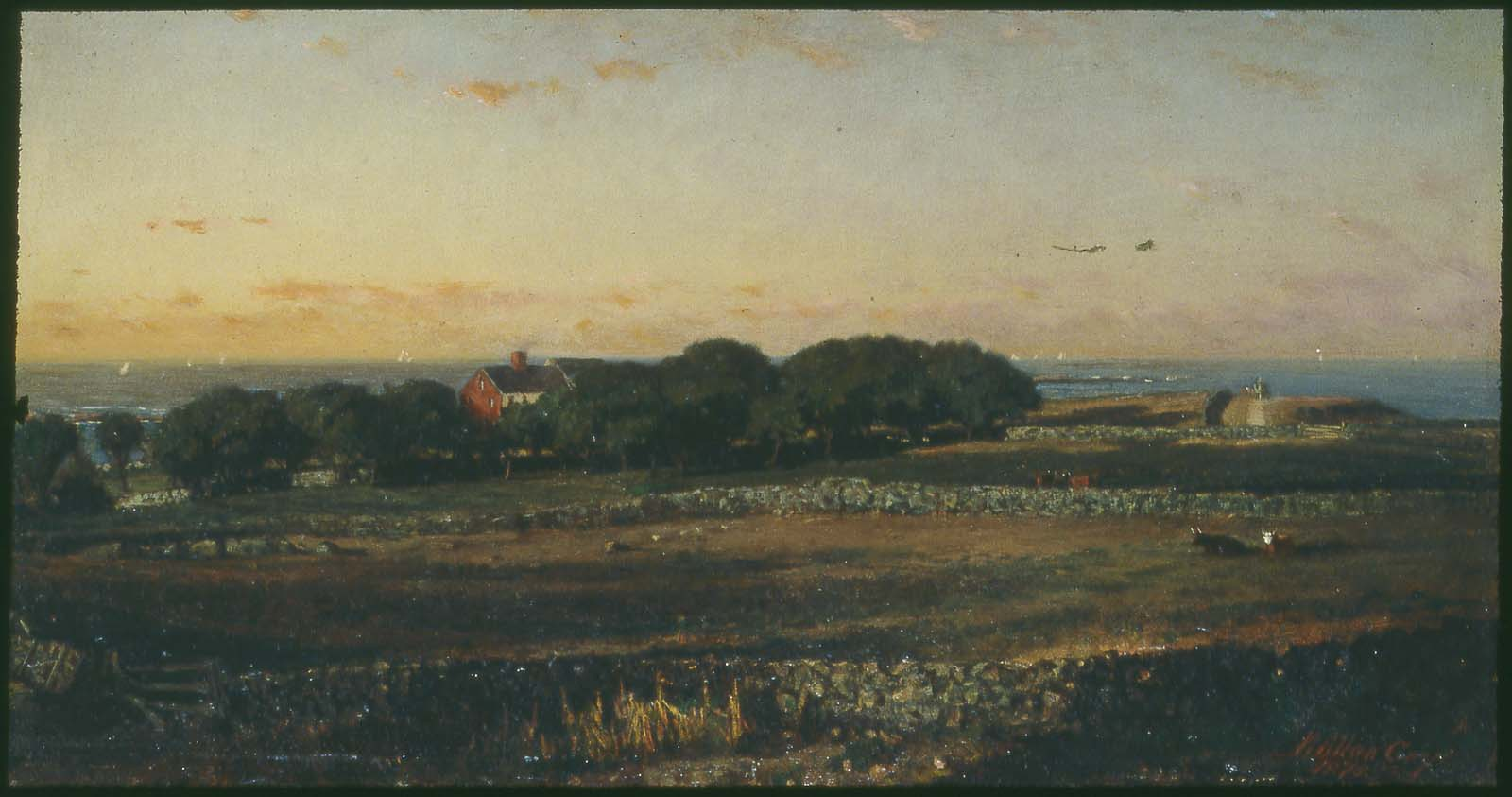
Farmhouse at Rye Beach, New Hampshire, 1870, Musée des Beaux-Arts de Boston
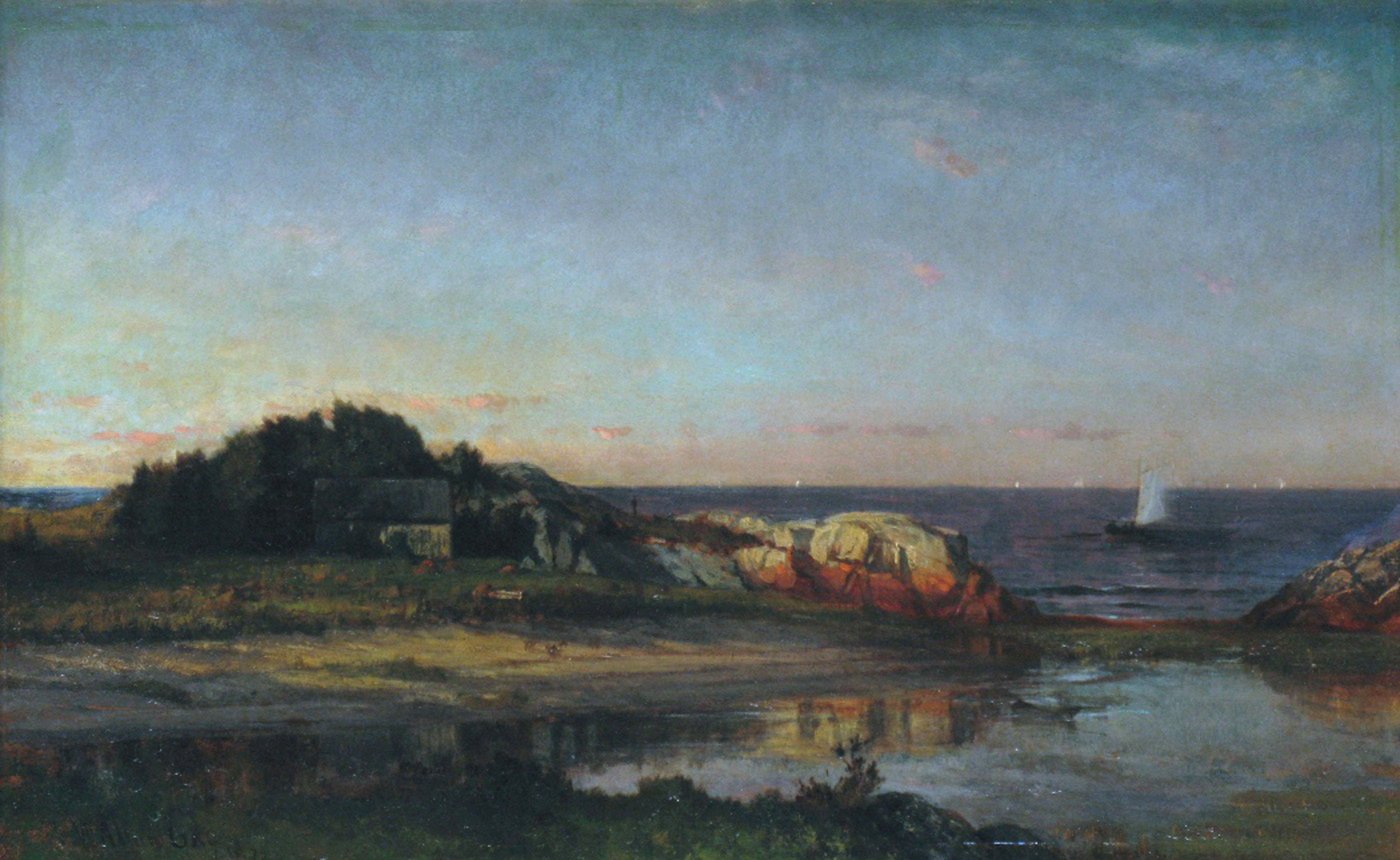
Sailing off the Seashore, Cohasset, 1872, Musée des Beaux-Arts de Boston
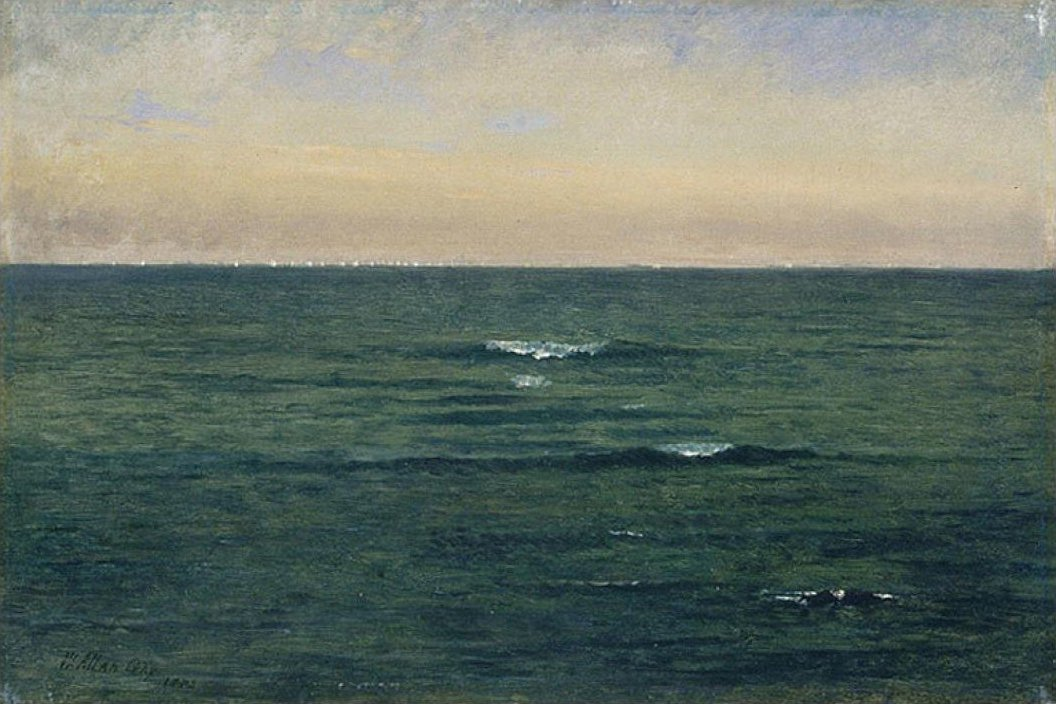
Mackerel Fleet, 1872, Herbert F. Johnson Museum of Art